# Joachim Aeschlimann

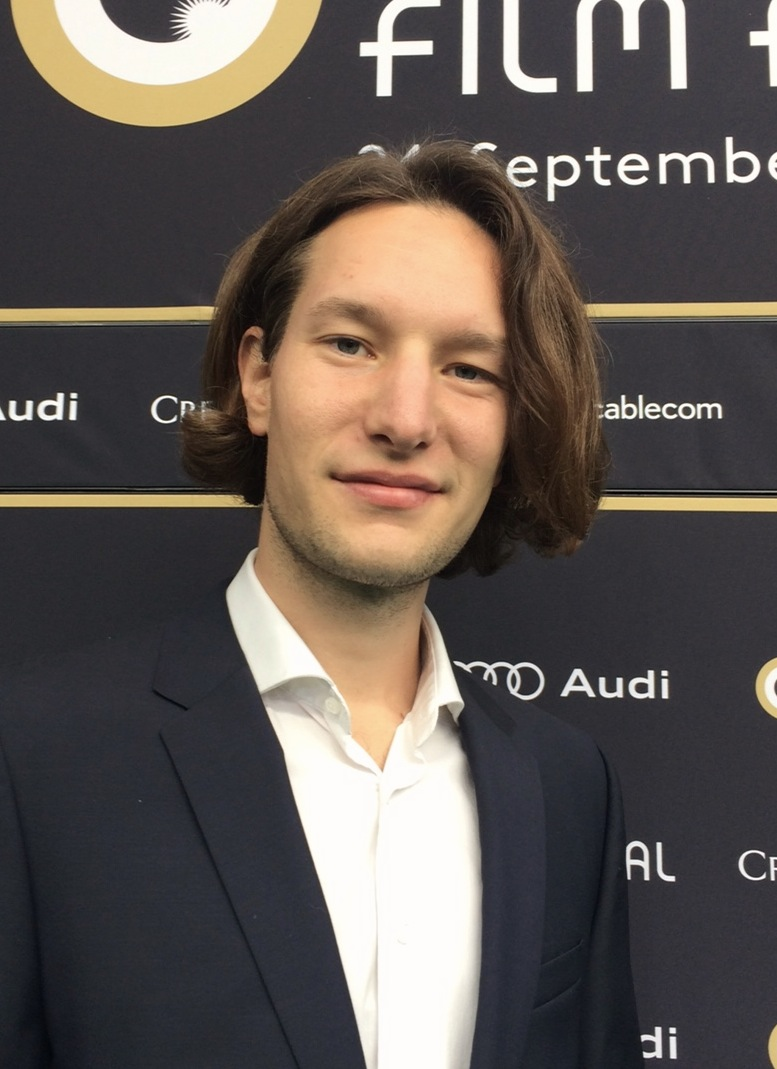
Joachim Aeschlimann beim 11. Zurich Film Festival im September 2015.

Joachim Aeschlimann (* 1987 in Zürich) ist ein Schweizer Schauspieler.

## Leben und Wirken
Joachim Aeschlimann wuchs in Zürich auf. Er trat zu Schulzeiten als Prinz Edward im Schauspielhaus Zürich in einer Inszenierung Stefan Puchers von William Shakespeares Richard III. auf. Am Literargymnasium Rämibühl trat er 2003 der AG Theater Rämibühl bei und war vier Jahre lang Teil des Ensembles.
Nach seiner Maturitätsprüfung nahm Aeschlimann 2007 ein Lehramtsstudium für die Primarschule am Institut Unterstrass auf, das er 2010 abschloss. Im gleichen Jahr schrieb und illustrierte er Alles nur Theater, einen Lehrfächer mit Übungen aus dem Bereich der Theaterpädagogik.
Im Jahr 2011 begann er ein Schauspielstudium an der Zürcher Hochschule der Künste, das er 2017 mit dem Master abschloss. Während seines Studiums erhielt er 2012 den Studienpreis des Migros-Kulturprozent im Fachbereich Schauspiel und ein Jahr später den Studienpreis der Armin Ziegler-Stiftung. 2014 wurde er mit dem Filmförderpreis Junge Talente ausgezeichnet. Seit 2012 ist er vermehrt in TV- und Kinoproduktionen zu sehen, so 2014 in dem schweizerischen Spielfilm Ziellos. Mit dem Film Amateur Teens besuchte er 2015 das 11. Zurich Film Festival.
Während fünf Jahren (2017/18–2021/22) ist Joachim Aeschlimann Teil des Ensembles vom Theater Kanton Zürich.
Seit der Spielzeit 2018/19 ist Joachim Aeschlimann als Co-Leiter in der AG Theater Rämibühl des Literargymnasium Rämibühl tätig.
In der Spielzeit 2022/23 beginnt Joachim Aeschlimann seine Tätigkeit als Coach bei der Swiss Film School und filmkids.ch.

## Filmografie (Auswahl)
- 2012: Das alte Haus – SRF – Regie: Markus Welter
- 2013: Schrei – ZHdK Short – Regie: Ilir Hasanaj
- 2013: Ticket – ZHdK Short – Regie: Jan-Peter Horstmann
- 2013: Redlight District Bar – ZHdK Short – Regie: Sarah Bellin
- 2013: jungetalente.ch – Web-Film – Regie: Chris Niemeyer
- 2014: Ziellos – SRF – Regie: Niklaus Hilber
- 2015: Heimatland – Kino – Regie: Tobias Nölle
- 2015: Amateur Teens – Kino – Regie: Niklaus Hilber
- 2016: Affoltere, zu de Wiber – Short – Regie: Konstantin Shishkin
- 2017: Reklamation – ZHdK Short – Regie: Achille Lietha
- 2017: ALIEN – Short – Regie: Julian Quentin
- 2018: Tranquillo – Kino – Regie: Jonathan Jäggi
- 2018: Cronofobia  – Kino – Regie: Francesco Rizzi
- 2019: Der Büezer – Kino – Regie: Hans Kaufmann
- 2020: CATCALLING – ZHdK Short – Regie: Fiona Inostroza und Adelina Lahr
- 2021: Aktion Liebe – ZHdK Short – Regie: Lena Imboden
- 2021: Norma – Kino – Regie: Lorenz Suter
- 2023: Wo ist Noah? – Short – Regie: Philippe Weber

## Theater (Auswahl)
- 2004: Richard III – Schauspielhaus Zürich – Regie: Stefan Pucher
- 2008: Karim–Terrorist – Zivilschutzbunker Kreis 6 – Regie: Eva Rottmann
- 2009: Ferientrilogie – Theater Meilen – Regie: Christian Seiler
- 2011: Strawberry Fields – ZHdK  – Regie: Mandy Fabian
- 2012: Perikles – ZHdK – Regie: Sophia Yiallouros
- 2013: Die Wildente – ZHdK – Regie: Johanna Zielinski
- 2013: Zement – ZHdK – Regie: Lorenz Nufer
- 2014: Krankheit der Jugend – ZHdK – Regie: Mani Wintsch
- 2014: WIR//SIND//MORGEN – Theater der Künste – Regie: Philipp Becker, Walter Küng
- 2015: Die grüne Katze – Junges Schauspielhaus Zürich – Regie: Enrico Beeler
- 2016: Die lächerliche Finsternis – Theater der Künste – Regie: Christina Rast
- 2016: Ivanov – Theater der Künste – Regie: Christoph Frick
- 2016: Médée (Oper) – Trossingen – Regie:  Sabina Aeschlimann, Hannah Jäkel
- 2017: Reise nach Comala – Theater der Künste – Regie: Stefan Nolte
- 2017: Homevideo – Theater Kanton Zürich – Regie: Rüdiger Burbach
- 2018: Das Käthchen von Heilbronn – Theater Kanton Zürich – Regie: Barbara-David Brüesch
- 2018: Ein Sommernachtstraum – Theater Kanton Zürich – Regie: Elias Perrig
- 2018: Tschick – Theater Kanton Zürich – Regie: Johanna Böckli
- 2018: Die Mausefalle – Theater Kanton Zürich – Regie: Barbara-David Brüesch
- 2019: Komödie im Dunkeln – Theater Kanton Zürich – Regie: Rüdiger Burbach
- 2019: Der Junge mit dem Koffer – Theater Kanton Zürich – Regie: Johanna Böckli
- 2020: Hautnah – Theater Kanton Zürich – Regie: Rüdiger Burbach
- 2021: Die Dreigroschenoper – Theater Kanton Zürich – Regie: Rüdiger Burbach
- 2021: Der zerbrochne Krug – Theater Kanton Zürich – Regie: Elias Perrig
- 2022: Die Geizige – Theater Kanton Zürich – Regie: Barbara-David Brüesch
- 2023: Schwestern – Schauspielhaus Zürich – Regie: Leonie Böhm
- 2024: SIMELIBERG – Kulturmarkt Zürich – Regie: Boris von Poser
- 2024: PEST – Theater Stok – Regie: Johannes Bucher
- 2024: Paul* – Theater Kanton Zürich – Regie: Klaus Hemmerle

## Sprecher (Auswahl)
- 2015/16: Quarx – Synchronisation SRF
- 2017: Die grüne Katze – Hörspiel SRF – Regie: Päivi Stalder
- 2017: Schreckmümpfeli “Shakespeares Fluch” – Hörspiel SRF – Regie: Päivi Stalder
- 2017: Schreckmümpfeli “Caracas” – Hörspiel SRF – Regie: Päivi Stalder
- 2017: Die sieben Brüder – zweiteiliges Hörspiel SRF – Regie: Päivi Stalder
- 2017: Sono Pippa – Internationale Kurzfilmtage Winterthur und Radio Stadtfilter
- 2017: Fast Alles – Internationale Kurzfilmtage Winterthur und Radio Stadtfilter
- 2018: Rosina 1918 – Hörspiel SRF – Regie: Karin Berri
- 2018: Idiotikon – Internationale Kurzfilmtage Winterthur
- 2019: Martin Salander – sechsteiliges Hörspiel SRF – Regie: Mark Ginzler
- 2020: Zwanzig auf Selsky – Hörspiel SRF – Regie: Mark Ginzler
- 2020: Schreckmümpfeli „Gift und Galle“ – Hörspiel SRF – Regie: Diana-Rojas Feile
- 2020: Der Film vom Propellermann – Internationale Kurzfilmtage Winterthur
- 2021: Das mit de Zoe – Hörspiel SRF – Regie: Reto Ott